# 그 형제의 여름
《그 형제의 여름》는 2015년 8월 28일에 방영한 KBS 드라마 스페셜이다.

## 줄거리
1992년 부산을 배경으로, 동길은 아버지 국진과 흑인 혼열인 영길과 함께 살며 서태지를 열렬히 추종한다. 1년 전 국진이 자신의 친아버지가 아니라는 사실을 알게 되었고, 동생 영길과 자신을 차별하자 집을 떠나기로 결심했다.
동길은 집을 떠나 서태지의 수제자가 되기로 결심하고, 서울로 갈 여비를 마련하고자 고민한다. 그러던 중 상금 100만원이 걸린 "해운대 바다축제 댄스경연대회"가 개최된다는 사실을 알고, 같은 반 형모 일당과 팀을 만들어 대회에 참가하기로 한다.

## 등장 인물

### 주요 인물
- 유오성 : 최국진 역

동길과 영길의 아버지. 작은 트럭을 가지고 다니며 식품 납품업을 하고 있다. 피부색 때문에 아이들에게 따돌림 당하는 영길이 안쓰러워 감사 안는다.
- 최권수 : 최동길 역

서태지를 존경하는 초등학교 4학년. 아빠가 유난히 동생만 예뻐하는 이유를 열 살 때 알았다. 아빠가 자신과 영길을 차별할 때마다 알 수 없는 서러움이 가슴속에 스멀거린다. 아빠에겐 반항으로, 영길에겐 무시로 일관된 태도를 유지하며 오로지 서태지의 수제자가 되어 집을 떠나겠다고 삐딱선의 항로를 정한다.
- 박이사야 : 최영길 역

흑인 혼혈(블라시안). 초등학교 1학년. 아빠 국진의 극진한 사랑을 받고 있지만 새카만 피부의 영길에게 세상은 너무나 가혹하다. 항상 눈치보고 주눅 들어 있지만 나이에 비해 속이 깊다. 6년 전에 미국으로 떠나버렸다는 엄마를 아직까지 기다리고 있다.
- 조정치 : 현철 역

동길의 집 하숙생. 소설가 지망생. 동길과 수준이 비슷해 자주 어울려 대화한다.
- 안미나 : 숙자 역

동길의 동네 미용실에 새로 들어온 미용사. 최진실을 닮은 눈웃음으로 첫눈에 국진의 마음을 사로잡는다.

### 주변 인물
- 김수연 : 소정 역 – 동길을 좋아하는 같은 반 학생
- 정원 : 형모 역 – 동길과 같은 반. 패거리의 대장. 영기를 괴롭힘.
- 임태환 : 인철 역 – 형모 패거리
- 백시온 : 재성 역 - 형모 패거리
- 허인영 : 담임선생님 역

### 그 외 인물
- 김영민
- 한소정
- 이재욱
- 박현정
- 김상철
- 김형준
- 윤민희
- 에피아아지망
- 아역

배유정, 김해린, 김민서, 박소민, 강병주

### 특별출연
- 최승경 : 댄스대회 사회자 역
- 강두

## 시청률
- 전국 시청률 : 2.9%[1]

## 수상
- 2015년 KBS 연기대상 연작·단막극상 - 최권수